# Руський Пичас
Ру́ський Пича́с (рос. Русский Пычас) — село в Можгинському районі Удмуртії, Росія.
Згідно з постановою Священного Синоду від 10 жовтня 1996 року при місцевій Свято-Олександро-Невській церкві був створений Мало-Дивеєвський Серафимовський монастир. У 2003 році за проханням архієпископа Іжевського та Удмуртського Миколи, Священний Синод постановив перевести монастир до села Нор'я.
Урбаноніми:
- вулиці — Зарічна, Молодіжна, Соснівська, Центральна

## Населення
Населення — 474 особи (2010; 468 в 2002).
Національний склад станом на 2002 рік:
- удмурти — 73 %